# Marmorbyn
Marmorbyn is een plaats in de gemeente Vingåker in het landschap Södermanland en de provincie Södermanlands län in Zweden. De plaats heeft 389 inwoners (2005) en een oppervlakte van 49 hectare.